# Heart of Darkness (Film)
Heart of Darkness (Alternativtitel: Herz der Finsternis und Herz in der Finsternis) ist ein US-amerikanischer Abenteuerfilm aus dem Jahr 1993. Regie führte Nicolas Roeg, das Drehbuch schrieb Benedict Fitzgerald. Der Fernsehfilm ist die insgesamt dritte Adaption der im Original gleichnamigen Erzählung Herz der Finsternis von Joseph Conrad aus dem Jahr 1899. Hauptdarsteller sind Tim Roth und John Malkovich. Seine Fernsehpremiere hatte er am 13. März 1994 beim US-Kabelsender TNT.

## Handlung
Der britische Kapitän Marlow erhält den Auftrag Versorgungsgüter in den Kongo zu liefern und begibt sich dabei auf die Suche nach Colonel Kurtz, dem Leiter einer Handelsstation. Als die Truppe diese erreicht, erlebt sie eine böse Überraschung. Kurtz herrscht mit eigenen Methoden über die Eingeborenen.

## Besetzung und Synchronisation
| Rollenname     | Schauspieler     | Synchronsprecher  |
| -------------- | ---------------- | ----------------- |
| Kapitän Marlow | Tim Roth         | Bernd Vollbrecht  |
| Colonel Kurtz  | John Malkovich   | Joachim Tennstedt |
| Mfumu          | Isaac de Bankolé |                   |
| Gosse          | James Fox        | Frank-Otto Schenk |
| Harlequin      | Morten Faldaas   | Stefan Fredrich   |

## Rezeption
Der Filmdienst meint „die unspektakuläre und zugleich spannende Erzählweise“ stelle „die subjektive Beobachtung der Hauptfigur in den Vordergrund“ und entlarve „dadurch überzeugend Anmaßung und Machtgier“.
John Malkovich erhielt jeweils eine Nominierung für den Golden Globe als bester Nebendarsteller in einer Serie, Mini-Serie oder TV-Film sowie für den Screen Actors Guild Award als bester Darsteller in einem Fernsehfilm oder Miniserie. Zudem konnte der Film einen Emmy für den besten Tonschnitt in einer Miniserie oder Special und einen CableACE Award für das beste Szenenbild in einer Miniserie oder einem Special gewinnen.